# Euphorbia caput-aureum
Euphorbia caput-aureum es una especie fanerógama perteneciente a la familia Euphorbiaceae. En endémica de Madagascar donde se encuentra en al Provincia de Antsiranana.

## Descripción
La especie está muy cerca de otras especies similares descritas por W. Rauh (como Euphorbia iharanae, Euphorbia aureoviridiflora, etc), todas muy localizadas.  Lamentablemente la única colección de E. caput-aureum se encuentra en "Monte Mahabenofo", esta localidad ya no existe y está ausente de todos los lugares conocidos de los nomenclátores. Más trabajo de campo y el trabajo taxonómico es necesaria para comprobar el estado de la especie y sus relaciones (sinonimia).

## Taxonomía
Euphorbia caput-aureum fue descrita por Marcel Denis y publicado en NEW Euphorb. Iles Austr. Afr.: 73. 1921.
Etimología
Euphorbia: nombre genérico que deriva del médico griego del rey Juba II de Mauritania (52 a 50 a. C. - 23), Euphorbus, en su honor – o en alusión a su gran vientre –  ya que usaba médicamente Euphorbia resinifera. En 1753 Carlos Linneo asignó el nombre a todo el género.
caput-aureum: epíteto latino que significa "cabeza dorada".